# Хаманами (1943)
Хаманами (яп. 浜波, в переводе — «Морские прибрежные волны») — японский эсминец типа «Югумо».

## История
Заложен на Верфи Maizuru KK. Спущен 18 апреля 1943 года, вошёл в строй 5 октября 1943 года. 
Первые два месяца Хаянами занимался тренировками в водах Японского архипелага.  С 15 декабря 1943 года он принадлежал к 32-й дивизии эскадренных миноносцев.
25 декабря 1943 – 4 января 1944 г. эсминец сопровождал из Саеки на Трук, а 20-26 января провел с него до Палау конвой №7202. 1 – 7 февраля Хаманами охранял флотский танкер «Сата», направлявшийся из Палау на Трук, а 12 – 20 февраля сопвождал конвой №7125 на Палау.
С 18 марта по 2 апреля 1944 года Хаманами сопровождал танкеры по маршруту Палау – Таракан и Баликпапан – Давао. Первоначально следующим пунктом назначения был Палау, однако 30 марта эта база была разгромлена во время рейда вражеского авианосного соединения, поэтому конвой в итоге вернул на запад и 14 апреля достиг якорной стоянки Лингга в районе Сингапура, где собрались главные силы японского флота.
12 – 15 мая 1944 года Хаянами принял участие в сопровождении флота из Лингга в Тави-Тави. К тому времени японское командование ждало неизбежной вражеской атаки на главный оборонительный периметр (Марианские острова – Палау – западная часть Новой Гвинеи) и перебазировало главные силы ближе к месту будущих событий. 12 июня американцы приступили к операции по овладению Марианскими островами и вскоре главные силы японского флота вышли из Тави-Тави для контратаки, Хаманами вместе с 6 эсминцами и легким крейсером обеспечивали охрану «отряда C», главную силу которого составляли линкоры и тяжелые крейры. 19 – 20 июня японцы потерпели тяжелое поражение в битве в Филиппинском море, а через несколько суток японский флот прибыл в метрополию.
8 – 16 июля 1944-го Хаманами принял участие в эскортировании основных сил флота из Куре в Лингг, где находился следующие 3 месяца. В середине октября союзники приступили к операции на Филиппинах и 18 октября главные силы японского флота покинули Лингга. Они проследовали через Бруней, после чего разделились на два соединения. Хаманами вошел в эскорт главных сил адмирала Куриты, которые 24 октября под мощными ударами американской авиации проследовали через море Сибуян. Далее соединение Куриты вышло в Филиппинское море и 25 октября провело сражение у острова Самар с группой эскортных авианосцев, Хаманами не принимал в нем активного участия. После боя началось отступление остатков японского флота, во время которого 26 октября Хаманами помогал поврежденному авиацией легкому крейсеру «Носиро», а затем вместе с другим эсминцем «Акисимо» спас большую часть экипажа крейсера. 29 октября Хаманами прибыл в Бруней.
4 ноября 1944-го Хаманами прибыл в Манилу, а вскоре был задействован в транспортной операции TA, целью которой была доставка подкреплений на остров Лейте, в залив Ормок. 9 ноября Хаманами вместе с еще одним эсминцем и одним эскортным эсминцем вышли из Манилы для сопровождения конвоя TA-3. После встречи с конвоем TA №4, уже осуществлявшего обратный переход, состав охраны изменился и стал состоять из Хаманами и 4 эсминцев.
11 ноября 1944 года потоплен американской авиацией с TF38 у Себу в точке 10°50′ с. ш. 124°35′ в. д.
Погибли 63 члена экипажа, еще 167 моряков подобрал «Асасимо» – единственный уцелевший из 5 эсминцев охраны TA-3.